# Długopłetwiec oceaniczny
Długopłetwiec oceaniczny, humbak (Megaptera novaeangliae) – gatunek ssaka z rodziny płetwalowatych (Balaenopteridae) w podrzędzie fiszbinowców (Mysticeti). Jeden z większych fałdowców, dorosłe osobniki osiągają zazwyczaj 14–17 metrów długości i 30–45 ton masy. Gatunek ten wyróżnia się specyficzną budową, w tym długimi, przypominającymi skrzydła płetwami piersiowymi i pokrytą guzkami głową. Często można zaobserwować, jak zwierzę wyskakuje nad wodę, czasami całkowicie się wynurzając. Długopłetwiec słynie z wydawania wyjątkowych pieśni, niskich złożonych dźwięków, słyszalnych na przestrzeni setek kilometrów, trwających około 10–25 minut. Naukowcy nie są pewni czemu służą te dźwięki, mogą być elementem godów lub formą porozumiewania się na otwartym oceanie.
Megaptera novaeangliae występuje prawie we wszystkich morzach i oceanach świata prócz skrajnych obszarów arktycznych. Główny pokarm tych zwierząt to kryl i małe ryby, odfiltrowywane z wody za pomocą fiszbinów. Pobierają pokarm tylko latem, podczas zimy odżywiają się rezerwami tłuszczu, który chroni je także przed utratą ciepła. W lecie humbaki przebywają w wodach polarnych. Na zimę migrują do cieplejszych wód tropikalnych i subtropikalnych, by przejść gody i urodzić młode. Rocznie mogą przepłynąć do 25 tysięcy kilometrów.
Podobnie jak inne gatunki wielorybów, również humbak był celem poszukiwań wielorybników. Poprzez liczne polowania jego populacja zmniejszyła się do 1946 o ponad 90%, kiedy to powstała Międzynarodowa Komisja Wielorybnictwa (IWC) mająca za zadanie nadzorować i korygować ograniczenia ustalone przez Międzynarodową Konwencję o Regulacji Wielorybnictwa. Od tamtego czasu populacja stopniowo wzrasta, jednak na skutek nieprzepisowego rybołówstwa, kolizji ze statkami i zanieczyszczenia wciąż odnajduje się liczne martwe humbaki na plażach lub w wodach przybrzeżnych. Obecnie ich populację szacuje się na około 80 tysięcy osobników. Niegdyś stanowiły przedmiot polowań, obecnie długopłetwce stały się obiektem obserwacji. W wielu miejscach na świecie organizuje się nurkowania z humbakami.

## Taksonomia
|  | B. bonaerensis |
|  |                |
|  | B. acutorostra |
|  |                |

|  | B. edeni                                                  |
|  |                                                           |
|  | \| \| B. borealis \| \| \| \| \| \| B. brydei \| \| \| \| |
|  |                                                           |
|  | B. borealis                                               |
|  |                                                           |
|  | B. brydei                                                 |
|  |                                                           |

|  | B. borealis |
|  |             |
|  | B. brydei   |
|  |             |

|  | B. edeni                                                  |
|  |                                                           |
|  | \| \| B. borealis \| \| \| \| \| \| B. brydei \| \| \| \| |
|  |                                                           |
|  | B. borealis                                               |
|  |                                                           |
|  | B. brydei                                                 |
|  |                                                           |

|  | B. borealis |
|  |             |
|  | B. brydei   |
|  |             |

|  | B. musculus            |
|  |                        |
|  | Megaptera novaeangliae |
|  |                        |
|  | Eschrichtius robustus  |
|  |                        |

|  | B. edeni                                                  |
|  |                                                           |
|  | \| \| B. borealis \| \| \| \| \| \| B. brydei \| \| \| \| |
|  |                                                           |
|  | B. borealis                                               |
|  |                                                           |
|  | B. brydei                                                 |
|  |                                                           |

|  | B. borealis |
|  |             |
|  | B. brydei   |
|  |             |

|  | B. edeni                                                  |
|  |                                                           |
|  | \| \| B. borealis \| \| \| \| \| \| B. brydei \| \| \| \| |
|  |                                                           |
|  | B. borealis                                               |
|  |                                                           |
|  | B. brydei                                                 |
|  |                                                           |

|  | B. borealis |
|  |             |
|  | B. brydei   |
|  |             |

|  | B. musculus            |
|  |                        |
|  | Megaptera novaeangliae |
|  |                        |
|  | Eschrichtius robustus  |
|  |                        |

|  | B. bonaerensis |
|  |                |
|  | B. acutorostra |
|  |                |

|  | B. edeni                                                  |
|  |                                                           |
|  | \| \| B. borealis \| \| \| \| \| \| B. brydei \| \| \| \| |
|  |                                                           |
|  | B. borealis                                               |
|  |                                                           |
|  | B. brydei                                                 |
|  |                                                           |

|  | B. borealis |
|  |             |
|  | B. brydei   |
|  |             |

|  | B. edeni                                                  |
|  |                                                           |
|  | \| \| B. borealis \| \| \| \| \| \| B. brydei \| \| \| \| |
|  |                                                           |
|  | B. borealis                                               |
|  |                                                           |
|  | B. brydei                                                 |
|  |                                                           |

|  | B. borealis |
|  |             |
|  | B. brydei   |
|  |             |

|  | B. musculus            |
|  |                        |
|  | Megaptera novaeangliae |
|  |                        |
|  | Eschrichtius robustus  |
|  |                        |

|  | B. edeni                                                  |
|  |                                                           |
|  | \| \| B. borealis \| \| \| \| \| \| B. brydei \| \| \| \| |
|  |                                                           |
|  | B. borealis                                               |
|  |                                                           |
|  | B. brydei                                                 |
|  |                                                           |

|  | B. borealis |
|  |             |
|  | B. brydei   |
|  |             |

|  | B. edeni                                                  |
|  |                                                           |
|  | \| \| B. borealis \| \| \| \| \| \| B. brydei \| \| \| \| |
|  |                                                           |
|  | B. borealis                                               |
|  |                                                           |
|  | B. brydei                                                 |
|  |                                                           |

|  | B. borealis |
|  |             |
|  | B. brydei   |
|  |             |

|  | B. musculus            |
|  |                        |
|  | Megaptera novaeangliae |
|  |                        |
|  | Eschrichtius robustus  |
|  |                        |

|  | B. bonaerensis |
|  |                |
|  | B. acutorostra |
|  |                |

|  | B. edeni                                                  |
|  |                                                           |
|  | \| \| B. borealis \| \| \| \| \| \| B. brydei \| \| \| \| |
|  |                                                           |
|  | B. borealis                                               |
|  |                                                           |
|  | B. brydei                                                 |
|  |                                                           |

|  | B. borealis |
|  |             |
|  | B. brydei   |
|  |             |

|  | B. edeni                                                  |
|  |                                                           |
|  | \| \| B. borealis \| \| \| \| \| \| B. brydei \| \| \| \| |
|  |                                                           |
|  | B. borealis                                               |
|  |                                                           |
|  | B. brydei                                                 |
|  |                                                           |

|  | B. borealis |
|  |             |
|  | B. brydei   |
|  |             |

|  | B. musculus            |
|  |                        |
|  | Megaptera novaeangliae |
|  |                        |
|  | Eschrichtius robustus  |
|  |                        |

|  | B. edeni                                                  |
|  |                                                           |
|  | \| \| B. borealis \| \| \| \| \| \| B. brydei \| \| \| \| |
|  |                                                           |
|  | B. borealis                                               |
|  |                                                           |
|  | B. brydei                                                 |
|  |                                                           |

|  | B. borealis |
|  |             |
|  | B. brydei   |
|  |             |

|  | B. edeni                                                  |
|  |                                                           |
|  | \| \| B. borealis \| \| \| \| \| \| B. brydei \| \| \| \| |
|  |                                                           |
|  | B. borealis                                               |
|  |                                                           |
|  | B. brydei                                                 |
|  |                                                           |

|  | B. borealis |
|  |             |
|  | B. brydei   |
|  |             |

|  | B. musculus            |
|  |                        |
|  | Megaptera novaeangliae |
|  |                        |
|  | Eschrichtius robustus  |
|  |                        |

|  | B. bonaerensis |
|  |                |
|  | B. acutorostra |
|  |                |

|  | B. edeni                                                  |
|  |                                                           |
|  | \| \| B. borealis \| \| \| \| \| \| B. brydei \| \| \| \| |
|  |                                                           |
|  | B. borealis                                               |
|  |                                                           |
|  | B. brydei                                                 |
|  |                                                           |

|  | B. borealis |
|  |             |
|  | B. brydei   |
|  |             |

|  | B. edeni                                                  |
|  |                                                           |
|  | \| \| B. borealis \| \| \| \| \| \| B. brydei \| \| \| \| |
|  |                                                           |
|  | B. borealis                                               |
|  |                                                           |
|  | B. brydei                                                 |
|  |                                                           |

|  | B. borealis |
|  |             |
|  | B. brydei   |
|  |             |

|  | B. musculus            |
|  |                        |
|  | Megaptera novaeangliae |
|  |                        |
|  | Eschrichtius robustus  |
|  |                        |

|  | B. edeni                                                  |
|  |                                                           |
|  | \| \| B. borealis \| \| \| \| \| \| B. brydei \| \| \| \| |
|  |                                                           |
|  | B. borealis                                               |
|  |                                                           |
|  | B. brydei                                                 |
|  |                                                           |

|  | B. borealis |
|  |             |
|  | B. brydei   |
|  |             |

|  | B. edeni                                                  |
|  |                                                           |
|  | \| \| B. borealis \| \| \| \| \| \| B. brydei \| \| \| \| |
|  |                                                           |
|  | B. borealis                                               |
|  |                                                           |
|  | B. brydei                                                 |
|  |                                                           |

|  | B. borealis |
|  |             |
|  | B. brydei   |
|  |             |

|  | B. musculus            |
|  |                        |
|  | Megaptera novaeangliae |
|  |                        |
|  | Eschrichtius robustus  |
|  |                        |

|  | B. bonaerensis |
|  |                |
|  | B. acutorostra |
|  |                |

|  | B. edeni                                                  |
|  |                                                           |
|  | \| \| B. borealis \| \| \| \| \| \| B. brydei \| \| \| \| |
|  |                                                           |
|  | B. borealis                                               |
|  |                                                           |
|  | B. brydei                                                 |
|  |                                                           |

|  | B. borealis |
|  |             |
|  | B. brydei   |
|  |             |

|  | B. edeni                                                  |
|  |                                                           |
|  | \| \| B. borealis \| \| \| \| \| \| B. brydei \| \| \| \| |
|  |                                                           |
|  | B. borealis                                               |
|  |                                                           |
|  | B. brydei                                                 |
|  |                                                           |

|  | B. borealis |
|  |             |
|  | B. brydei   |
|  |             |

|  | B. musculus            |
|  |                        |
|  | Megaptera novaeangliae |
|  |                        |
|  | Eschrichtius robustus  |
|  |                        |

|  | B. edeni                                                  |
|  |                                                           |
|  | \| \| B. borealis \| \| \| \| \| \| B. brydei \| \| \| \| |
|  |                                                           |
|  | B. borealis                                               |
|  |                                                           |
|  | B. brydei                                                 |
|  |                                                           |

|  | B. borealis |
|  |             |
|  | B. brydei   |
|  |             |

|  | B. edeni                                                  |
|  |                                                           |
|  | \| \| B. borealis \| \| \| \| \| \| B. brydei \| \| \| \| |
|  |                                                           |
|  | B. borealis                                               |
|  |                                                           |
|  | B. brydei                                                 |
|  |                                                           |

|  | B. borealis |
|  |             |
|  | B. brydei   |
|  |             |

|  | B. musculus            |
|  |                        |
|  | Megaptera novaeangliae |
|  |                        |
|  | Eschrichtius robustus  |
|  |                        |

|  | B. bonaerensis |
|  |                |
|  | B. acutorostra |
|  |                |

|  | B. edeni                                                  |
|  |                                                           |
|  | \| \| B. borealis \| \| \| \| \| \| B. brydei \| \| \| \| |
|  |                                                           |
|  | B. borealis                                               |
|  |                                                           |
|  | B. brydei                                                 |
|  |                                                           |

|  | B. borealis |
|  |             |
|  | B. brydei   |
|  |             |

|  | B. edeni                                                  |
|  |                                                           |
|  | \| \| B. borealis \| \| \| \| \| \| B. brydei \| \| \| \| |
|  |                                                           |
|  | B. borealis                                               |
|  |                                                           |
|  | B. brydei                                                 |
|  |                                                           |

|  | B. borealis |
|  |             |
|  | B. brydei   |
|  |             |

|  | B. musculus            |
|  |                        |
|  | Megaptera novaeangliae |
|  |                        |
|  | Eschrichtius robustus  |
|  |                        |

|  | B. edeni                                                  |
|  |                                                           |
|  | \| \| B. borealis \| \| \| \| \| \| B. brydei \| \| \| \| |
|  |                                                           |
|  | B. borealis                                               |
|  |                                                           |
|  | B. brydei                                                 |
|  |                                                           |

|  | B. borealis |
|  |             |
|  | B. brydei   |
|  |             |

|  | B. edeni                                                  |
|  |                                                           |
|  | \| \| B. borealis \| \| \| \| \| \| B. brydei \| \| \| \| |
|  |                                                           |
|  | B. borealis                                               |
|  |                                                           |
|  | B. brydei                                                 |
|  |                                                           |

|  | B. borealis |
|  |             |
|  | B. brydei   |
|  |             |

|  | B. musculus            |
|  |                        |
|  | Megaptera novaeangliae |
|  |                        |
|  | Eschrichtius robustus  |
|  |                        |

|  | B. bonaerensis |
|  |                |
|  | B. acutorostra |
|  |                |

|  | B. edeni                                                  |
|  |                                                           |
|  | \| \| B. borealis \| \| \| \| \| \| B. brydei \| \| \| \| |
|  |                                                           |
|  | B. borealis                                               |
|  |                                                           |
|  | B. brydei                                                 |
|  |                                                           |

|  | B. borealis |
|  |             |
|  | B. brydei   |
|  |             |

|  | B. edeni                                                  |
|  |                                                           |
|  | \| \| B. borealis \| \| \| \| \| \| B. brydei \| \| \| \| |
|  |                                                           |
|  | B. borealis                                               |
|  |                                                           |
|  | B. brydei                                                 |
|  |                                                           |

|  | B. borealis |
|  |             |
|  | B. brydei   |
|  |             |

|  | B. musculus            |
|  |                        |
|  | Megaptera novaeangliae |
|  |                        |
|  | Eschrichtius robustus  |
|  |                        |

|  | B. edeni                                                  |
|  |                                                           |
|  | \| \| B. borealis \| \| \| \| \| \| B. brydei \| \| \| \| |
|  |                                                           |
|  | B. borealis                                               |
|  |                                                           |
|  | B. brydei                                                 |
|  |                                                           |

|  | B. borealis |
|  |             |
|  | B. brydei   |
|  |             |

|  | B. edeni                                                  |
|  |                                                           |
|  | \| \| B. borealis \| \| \| \| \| \| B. brydei \| \| \| \| |
|  |                                                           |
|  | B. borealis                                               |
|  |                                                           |
|  | B. brydei                                                 |
|  |                                                           |

|  | B. borealis |
|  |             |
|  | B. brydei   |
|  |             |

|  | B. musculus            |
|  |                        |
|  | Megaptera novaeangliae |
|  |                        |
|  | Eschrichtius robustus  |
|  |                        |

|  | B. bonaerensis |
|  |                |
|  | B. acutorostra |
|  |                |

|  | B. edeni                                                  |
|  |                                                           |
|  | \| \| B. borealis \| \| \| \| \| \| B. brydei \| \| \| \| |
|  |                                                           |
|  | B. borealis                                               |
|  |                                                           |
|  | B. brydei                                                 |
|  |                                                           |

|  | B. borealis |
|  |             |
|  | B. brydei   |
|  |             |

|  | B. edeni                                                  |
|  |                                                           |
|  | \| \| B. borealis \| \| \| \| \| \| B. brydei \| \| \| \| |
|  |                                                           |
|  | B. borealis                                               |
|  |                                                           |
|  | B. brydei                                                 |
|  |                                                           |

|  | B. borealis |
|  |             |
|  | B. brydei   |
|  |             |

|  | B. musculus            |
|  |                        |
|  | Megaptera novaeangliae |
|  |                        |
|  | Eschrichtius robustus  |
|  |                        |

|  | B. edeni                                                  |
|  |                                                           |
|  | \| \| B. borealis \| \| \| \| \| \| B. brydei \| \| \| \| |
|  |                                                           |
|  | B. borealis                                               |
|  |                                                           |
|  | B. brydei                                                 |
|  |                                                           |

|  | B. borealis |
|  |             |
|  | B. brydei   |
|  |             |

|  | B. edeni                                                  |
|  |                                                           |
|  | \| \| B. borealis \| \| \| \| \| \| B. brydei \| \| \| \| |
|  |                                                           |
|  | B. borealis                                               |
|  |                                                           |
|  | B. brydei                                                 |
|  |                                                           |

|  | B. borealis |
|  |             |
|  | B. brydei   |
|  |             |

|  | B. musculus            |
|  |                        |
|  | Megaptera novaeangliae |
|  |                        |
|  | Eschrichtius robustus  |
|  |                        |

Humbak jest waleniem z rodziny płetwalowatych (Balaenopteridae), która obejmuje również płetwala zwyczajnego (Balaenoptera physalus), czerniakowego (B. borealis), błękitnego (B. musculus), tropikalnego (B. edeni), karłowatego (B. acutorostrata), skrytego (B. omurai), antarktycznego (B. bonaerensis), B. ricei oraz pływacza szarego (Eschrichtius robustus). Uważa się, że rodzina ta zaczynała kształtować się już w środkowym miocenie. Być może wyewoluowała z form podobnych do Cetotherium.
Choć jest blisko spokrewniony z wielkimi wielorybami z rodzaju Balaenoptera, humbak jest zaliczany do odrębnego, monotypowego rodzaju Megaptera, opisanego przez Johna Edwarda Graya w 1846 roku. Analiza DNA wykazała, że zwierzę to bliżej spokrewnione jest z płetwalem szarym (Eschrichtius robustus) i finwalem (Balaenoptera physalus), niż z innymi waleniami z podrzędu fiszbinowców. Dalsze badania potwierdziły te relacje, co wskazuje, iż konieczna jest ponowna klasyfikacja waleni.
Humbak po raz pierwszy został zidentyfikowany jako „baleine de la Nouvelle Angleterre” przez Mathurina Jacques’a Brissona w jego Regnum Animale z 1756 roku. W 1781 roku Georg Heinrich Borowski opisał ten gatunek po raz pierwszy zgodnie z zasadami nazewnictwa binominalnego, przekształcając określenie Brissona na łacińską nazwę Balaena Novae Angliae. Na początku XIX wieku francuski biolog Bernard Germain de Lacépède umieścił humbaka w rodzinie Balaenidae, zmieniając przy tym dotychczasową nazwę na Balaenoptera jubartes. W 1846 roku John Edward Gray utworzył nowy rodzaj Megaptera z Megaptera longpinna jako gatunkiem typowym, zaś w 1932 roku Remington Kellogg przemianował epitet gatunkowy na zaproponowany przez Borowskiego „novaeangliae”.
Dane genetyczne poparły ostatnio uznanie podgatunków. Podstawowe dane taksonomiczne podgatunków (oprócz nominatywnego) przedstawia poniższa tabelka:
| Podgatunek      | Oryginalna nazwa      | Autor i rok opisu | Miejsce typowe                               |
| --------------- | --------------------- | ----------------- | -------------------------------------------- |
| M. n. australis | Balænoptera australis | Lesson, 1828      | Przylądek Dobrej Nadziei, Południowa Afryka. |
| M. n. kuzira    | Megaptera kuzira      | J.E. Gray, 1850   | Północny Ocean Spokojny, Japonia.            |

### Etymologia
- Megaptera: gr. μεγας megas, μεγαλη megalē „wielki”; πτερον pteron „skrzydło, płetwa”; w aluzji do długich płetw piersiowych walenia, które podczas wyskakiwania nad powierzchnię wody przypominają wielkie ptasie skrzydła[59].
- Perqualus: etymologia niejasna, Gray nie podał znaczenia nazwy rodzajowej[4].
- Kyphobalaena: gr. κυφoς kuphos „pochylony do przodu, garbaty”; rodzaj Balaena Linnaeus, 1758 (wal)[60].
- Poescopia: lokalne, niderl. Poeskop „długopłetwiec”[61].
- novaeangliae: Nowa Anglia, Stany Zjednoczone[54].
- australis: łac. australis „południowy”, od auster, austri „południe”[62].
- kuzira: jap. クジラ kujira „wieloryb”[25][63].

## Charakterystyka

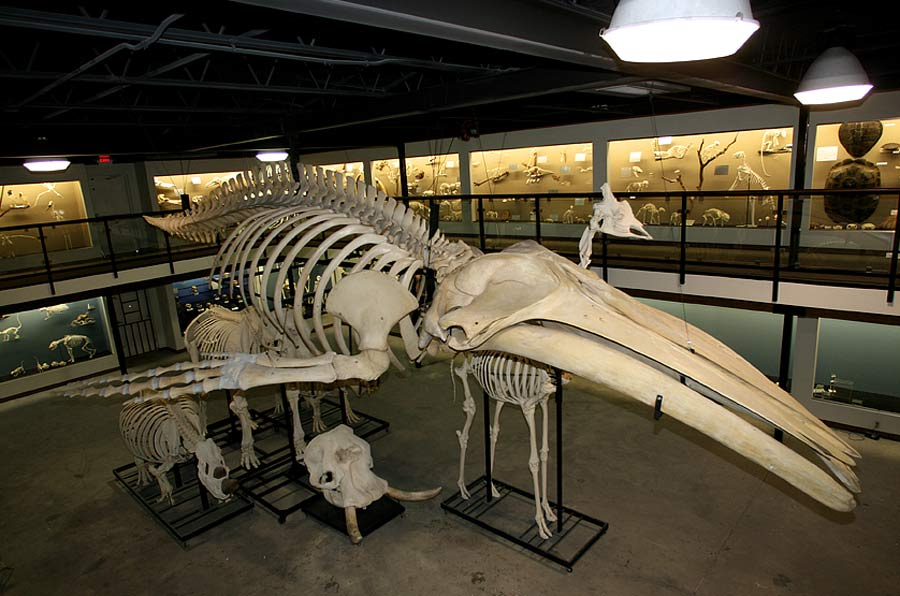
Szkielet humbaka z Muzeum Osteologii w Oklahomie

Zwierzę to można łatwo rozpoznać dzięki krępej budowie ciała, widocznemu na pierwszy rzut oka garbowi i matowoczarnej barwie grzbietu. Głowę i żuchwę pokrywają charakterystyczne guzki, które są pozostałością po mieszkach włosowych. Otwór nosowy humbaka składa się z dwóch części, które odpowiadają nozdrzom. Otwierają się one jednocześnie dzięki skurczom mięśni. Podczas wydechu zawartość płuc zostaje wyrzucona z taką siłą, że para wodna skrapla się w zimnym powietrzu. Humbaki wyrzucają fontanny pary wodnej osiągające wysokość 3 m. Płetwa ogonowa, często widoczna podczas nurkowania, ma rozpiętość 2–3 m i podłużne faliste rowki. Światowa populacja humbaka dzieli się na cztery mniejsze: północnopacyficzną, atlantycką i południowopacyficzną, które migrują pomiędzy obszarami Atlantyku i Pacyfiku, oraz indyjską, nie odbywającą dłuższych migracji, ograniczoną przez brzegi Azji na północy, Antarktydy na południu, Afryki na zachodzie oraz Filipin i Australii na wschodzie.
Duża, z wierzchu czarna, od spodu biała płetwa ogonowa o kształcie przypominającym serce, której szerokość stanowi niekiedy 1/3 długości ciała zwierzęcia, ma unikalne wzory, dzięki którym można rozpoznać poszczególne osobniki. Istnieje kilka hipotez wyjaśniających wytworzenie u humbaka najdłuższych płetw piersiowych spośród wszystkich waleni. Dwie najpopularniejsze mówią, że płetwy te pomagają długopłetwcowi lepiej kontrolować temperaturę ciała, gdy migruje pomiędzy ciepłymi a zimnymi wodami oraz że zwierzę tej wielkości potrzebuje tak dużych płetw umożliwiających lepsze sterowanie podczas długich podróży. Tej ostatniej zaprzeczają krótsze płetwy u dużo większego płetwala błękitnego czy finwala, które osiągają ponad 25 metrów długości ciała.

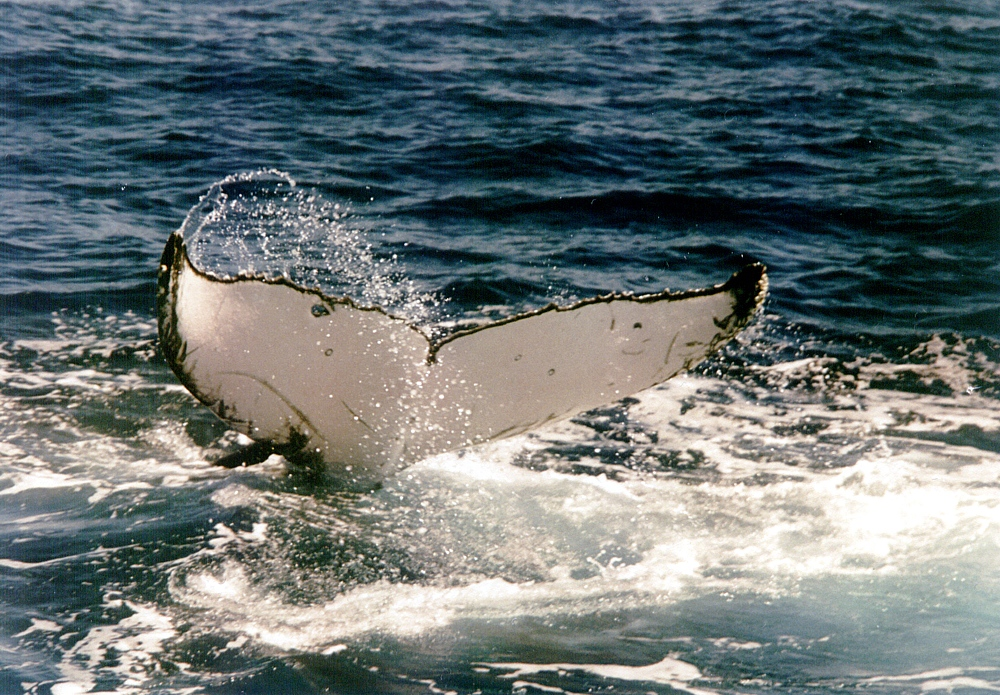
Płetwa ogonowa dorosłego humbaka

Humbaki mają od 270 do 400 ciemno ubarwionych płyt fiszbinowych po obu stronach szczęki. Płyty te mierzą od około 45 cm na przedzie pyska do 90 cm w głębi jamy gębowej. Brzuszne bruzdy biegną od pyska zwierzęcia aż po dalsze fragmenty podbrzusza, na spodniej części ciała. Długopłetwce mają ich stosunkowo mało (zwykle 16–20) w porównaniu do innych waleni, dlatego też są one tak widoczne. Płetwa grzbietowa staje się widoczna chwilę po wyskoku i uderzeniu o wodę, lecz znika, gdy nad powierzchnię wody wynurza się ogon. Humbaki wyskakują nad wodę zazwyczaj na wysokość około 3 metrów, choć dawniej odnotowywano skoki dorosłych osobników na wysokość ponad 6 metrów. Dokumentacje wielorybników zawierają niekiedy opisy charakterystycznych dla tego gatunku skoków (ich kształt i wysokość).
Nowo narodzone młode są długości głowy swojej matki. Samica o długości 15 metrów może urodzić mierzące 6,1 m młode o wadze prawie 2 ton. Wielorybiątko przychodzi na świat ogonem do przodu. Taki poród zmniejsza niebezpieczeństwo dostania się wody do płuc noworodka. Tuż po porodzie płetwy maleństwa są miękkie co utrudnia sprawne pływanie. Z tego też powodu matka musi pomóc młodemu wypłynąć na powierzchnię, by zaczerpnęło pierwszy oddech. Noworodki dobrze słyszą i widzą. Matka opiekuje się swoim potomstwem. Młode karmione są mlekiem przez około sześć miesięcy, po czym przez kolejne pół roku opieki odżywiają się same. Mleko humbaka jest koloru różowego o zawartości tłuszczu na poziomie 50%. Po skończeniu 11 miesięcy młode pływają w ławicach przy doświadczonych osobnikach. W tym czasie uczą się łowienia za pomocą pęcherzyków, technikę tę opanowują w 2 roku życia. Z czasem coraz bardziej oddalają się od matek jednak całkowitą samodzielność osiągają ok. 4 roku życia. U wybrzeży Alaski obserwuje się niekiedy samotne młode, bez opieki samicy.

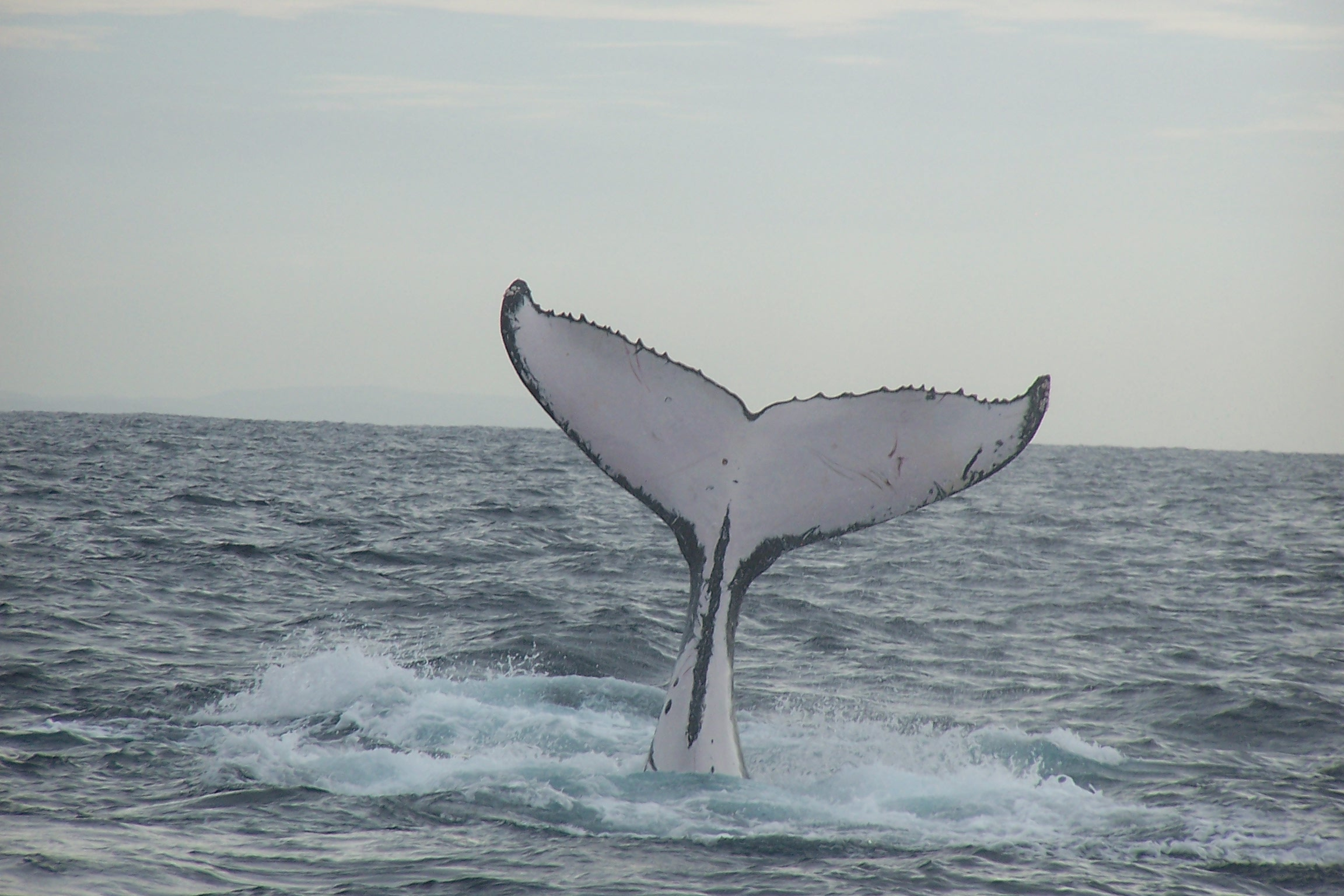
Każdy osobnik ma unikatowy dla siebie wzór na płetwie ogonowej

Samice humbaka osiągają dojrzałość płciową w wieku 5 lat, rosnąc jeszcze trochę przez krótki czas. Według najnowszych badań samce osiągają dojrzałość po około 6–7 latach. W pełni dojrzały samiec mierzy średnio 14–16 metrów. Samice są nieco większe, osiągają nawet 16,5–17 metrów przy wadze 40–45 ton. Największy zarejestrowany osobnik mierzył 19 metrów długości, a jego płetwy piersiowe miały ponad 6 metrów każda. Natomiast największym okazem zanotowanym przez wielorybników była samica zabita na Karaibach. Mierzyła prawie 27 metrów długości i ważyła przeszło 82 tony.
Samice mają półkulisty (hemisferyczny) płat o średnicy około 15 centymetrów w okolicy narządów płciowych. Dzięki niemu samiec może rozpoznać samicę od spodu. Penis samca zwykle pozostaje schowany w genitalnej pochwie. Samce często mają blizny na głowach i grzbietach, będące pamiątką po starciach ze sporymi samicami.
Okres ciąży u humbaka trwa około 11,5 miesiąca. Samice rodzą co około 2–3 lata, choć zdarzało się, że niektóre samice rodziły młode przez dwa lata z rzędu. Badania aminokwasów (upublicznione w pracy z 2007 roku) przeprowadzone na jednym z wielorybów grenlandzkich wykazały jednak, że zwierzę mogło mieć w czasie śmierci ok. 211 lat (177–245). Szczątki tego osobnika pochodziły z osad innuickich spoza Alaski. 

### Identyfikacja
Każdy humbak ma inny wzór na płetwie ogonowej, dlatego też można odróżnić od siebie różne osobniki, podobnie jak ludzi po odciskach palców. Cecha ta jest obecna jedynie u waleni długopłetwców z wyjątkiem orki i wieloryba biskajskiego południowego. Badania dotyczące północnoatlantyckiej subpopulacji przeprowadzone pomiędzy 1973 a 1998 rokiem dostarczyły naukowcom wielu informacji na temat długości ciąży, tempa wzrostu i okresu dorastania humbaków oraz pozwoliły dokładniej ustalić wielkość populacji atlantyckiej. Fotograficzny katalog obejmujący zdjęcia wszystkich znanych osobników z północnego Atlantyku posiada obecnie Wheelock College. Podobny katalog z obszarów północnego Pacyfiku tworzy SPLASH (Structure of Populations, Levels of Abundance and Status of Humpbacks). Inna organizacja, Cascadia Research Collective, założona przez znanego biologa morskiego Johna Calambokidisa we współpracy z Narodową Administracją Oceanu i Atmosfery USA (NOAA), tworzy publiczny multimedialny katalog obejmujący ponad 3500 fotografii płetw ogonowych humbaków.

## Tryb życia

### Więzi społeczne i zaloty

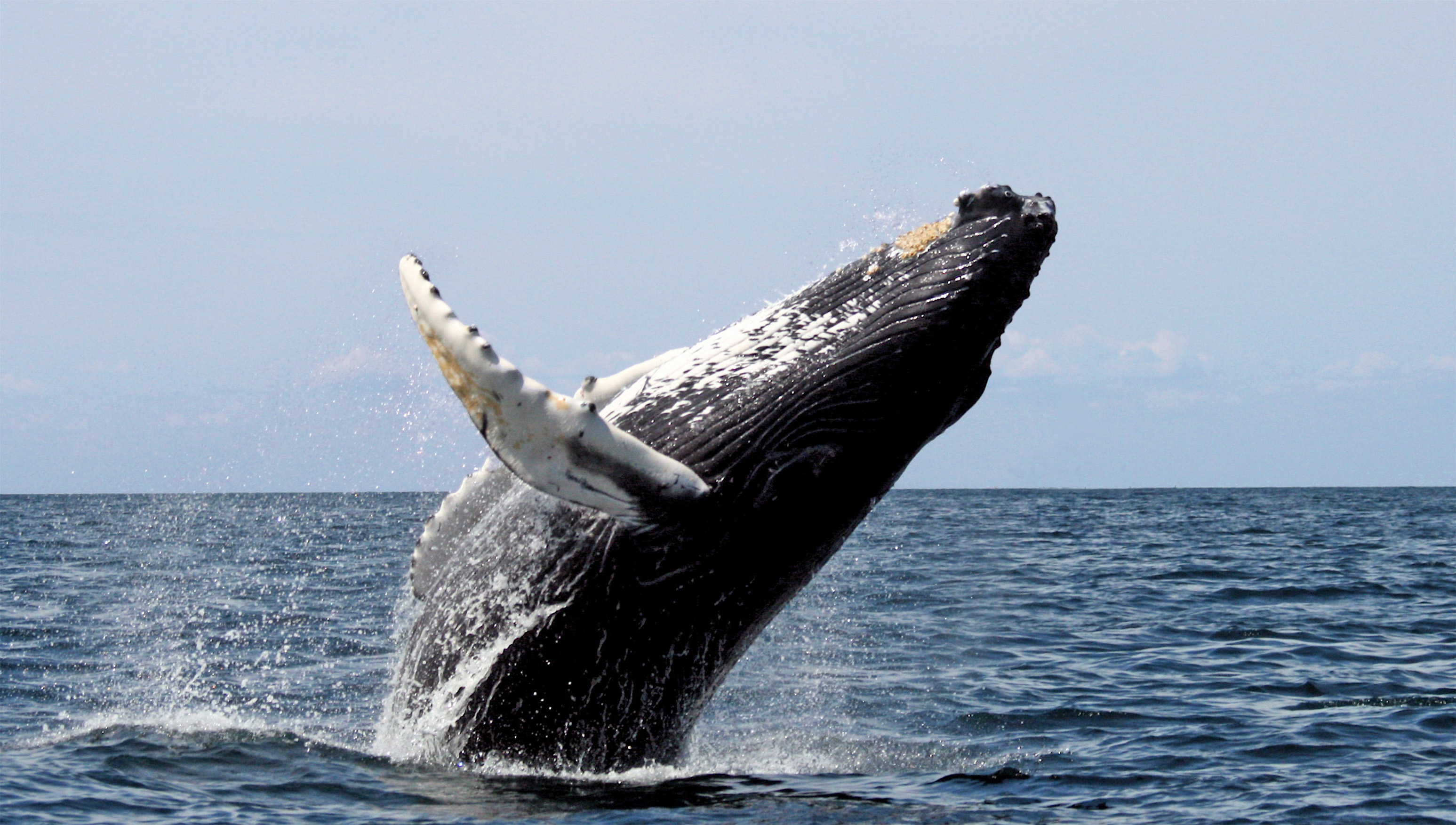
Wyskok dorosłego samca nad powierzchnię wody

Humbaki nie tworzą zbyt rozwiniętych więzi społecznych. Zwykle żyją samotnie lub w małych przejściowych grupach, które łączą się i rozpadają niekiedy w ciągu kilku godzin. Grupy takie obserwuje się najczęściej latem. Zwierzęta te łączą się, by wspólnie polować na drobne skorupiaki lub ławice małych ryb. Rzadko kiedy obserwuje się grupy żyjące razem kilka miesięcy lub lat. Najnowsze obserwacje dowodzą, że samice przebywają z młodymi przez dłuższy czas. Przez ostatnich 10 lat spostrzeżono wiele takich par w wodach Alaski. Możliwe, że samice tworzą między sobą więzi na całe życie. Obszar występowania humbaków pokrywa się z obszarami występowań wielu waleni, jednakże poszczególne gatunki rzadko kiedy oddziałują na siebie. Wyjątkiem są obserwacje młodych długopłetwców, przebywających przez dłuższy czas ze stadami delfinów butlonosych u wybrzeży Hawajów.
Zaloty odbywają się podczas zimowych miesięcy, gdy humbaki migrują w obszary równika z letnich terenów żywieniowych położonych na biegunach. Badacz Louis Herman zaobserwował zaloty samców do ciężarnych oraz opiekujących się potomstwem samic. Rywalizacja jest zwykle zacięta. Grupy liczące niekiedy 20-30 samców zbierają się wokół jednej samicy lub małej grupy samic, po czy zaczyna się prezentacja. Samce próbują zainteresować samicę dzięki popisom, w tym wysokim wyskokom nad wodę czy też uderzeniom płetw ogonowych o powierzchnię wody. Zaloty mogą trwać nawet kilka godzin, ponieważ w miejsce odrzuconych samców pojawiają się kolejne. Niekiedy obserwuje się zaloty ponad 40 samców próbujących uzyskać względy u jednej samicy.
Uważa się, że pieśni humbaków odgrywają dużą rolę w komunikacji między osobnikami, choć do końca nie wiadomo, jaką pełnią funkcję. Możliwe, że służą do ustalenia dominacji i rozpoznawania się pomiędzy samcami, do nawoływania samców przez samice podczas okresu godowego czy też do obu tych celów. Zauważono jednak, że walenie te wydają dźwięki, gdy w najbliższej okolicy nie ma żadnych innych osobników tego samego gatunku, oraz że nawoływania samców przyciągają inne samce. W 2006 roku wysunięto hipotezę, według której wielorybie pieśni służą do porozumiewania się osobników danej populacji podczas migracji. Dźwięki te obserwuje się także tuż po zakończeniu rywalizacji godowych podczas zalotów.

### Pożywienie

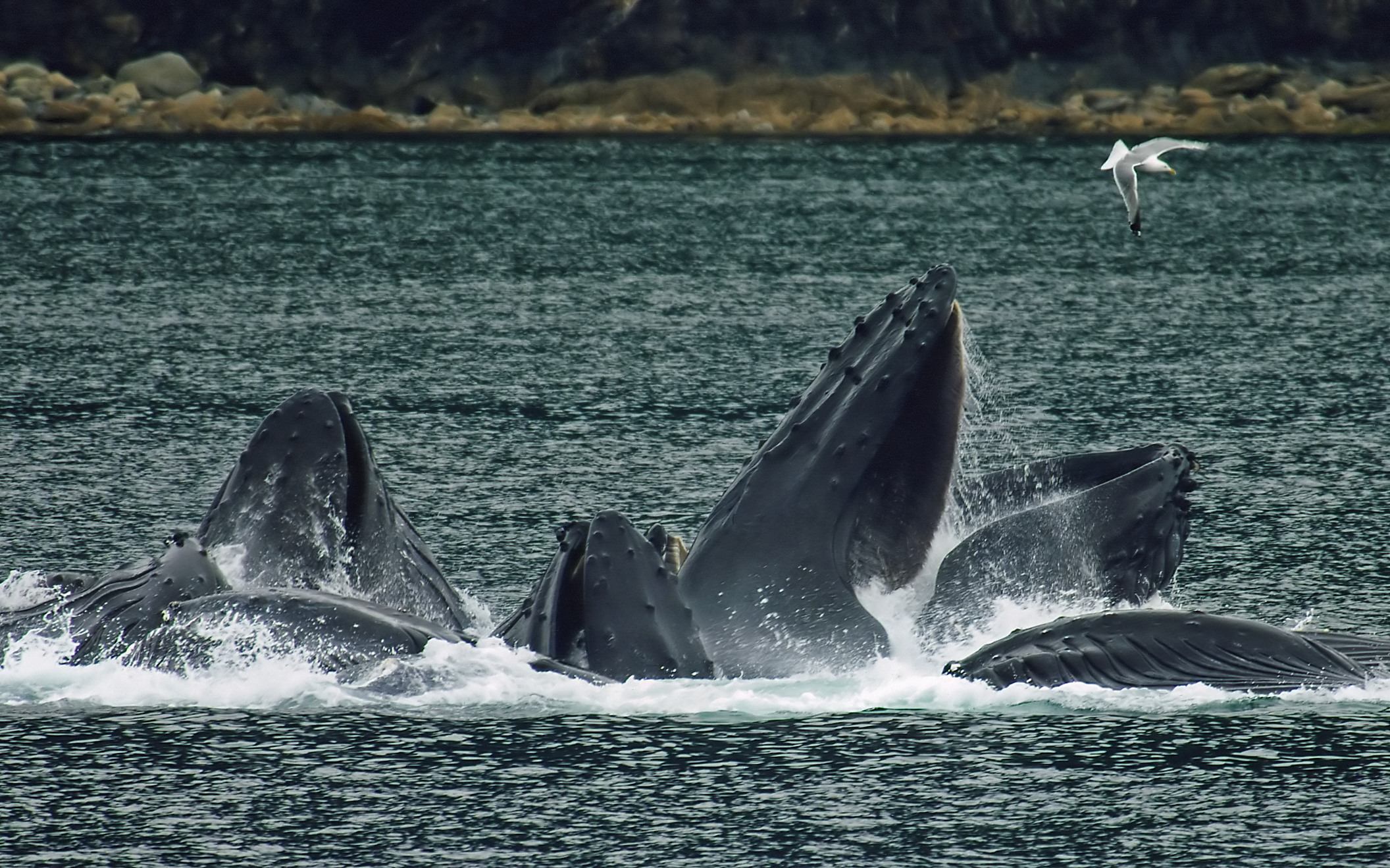
Grupa 15 zwierząt pożywiająca się u wybrzeży Juneau na Alasce.

Długopłetwce pobierają pokarm jedynie podczas lata, zimą zużywają tłuszcz, który odkłada się pod skórą zwierzęcia. W zimie odżywiają się rzadko. Głównymi składnikami pokarmowymi na obszarach północnego Atlantyku jest kryl z gatunku Meganyctiphanes norvegica i gatunki małych ryb, jak śledź atlantycki, gromadnik, łosoś szlachetny, dobijak amerykański, makrela, czarniak i wątłusz srebrzysty.

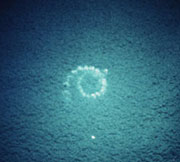
Powietrzne bańki wytwarzane przez humbaki z Cape Fanshaw na Alasce.

Frost i Lowry w swojej pracy z 1981 roku zamieścili listę gatunków, którymi żywią się humbaki w północnym Pacyfiku. W skład niej wchodziły ryby: gromadnik, mintaj, terpuga okonik, olakon, dobijak pacyficzny, czerniak, dorsz pacyficzny, wachnia, sajka, łosoś z rodzaju Oncorhynchus oraz karmazyn (Sebastes spp.). Wymieniono również kilka gatunków bezkręgowców, w tym Calanus sp., Eualus gaimardii, Mysis oculata, Pandalus goniurus, Parathemisto libellula i Thysanoessa raschii. U wybrzeży południowo-zachodniej Alaski odżywiają się śledziem pacyficznym oraz krylem Euphausia pacifica, Thysanoessa spinifera, Thysanoessa raschii i Thysanoessa longipes.

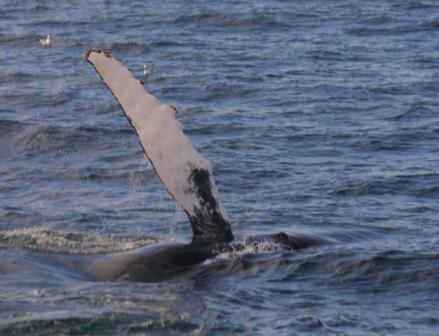
Dzięki uderzeniom płetw humbaki dezorientują ryby podczas polowania

W wodach Australii i Nowej Zelandii żywią się głównie etmalozą, krylem (Euphausia spinifera, Euphausia hemigibba i Nyctiphanes austrais) i larwami Munida gregaria, zaś w Antarktyce głównym składnikiem ich diety jest kryl Euphausia superba, widłonóg Calanus propinquus i obunóg Parathemisto gaudichaudii.

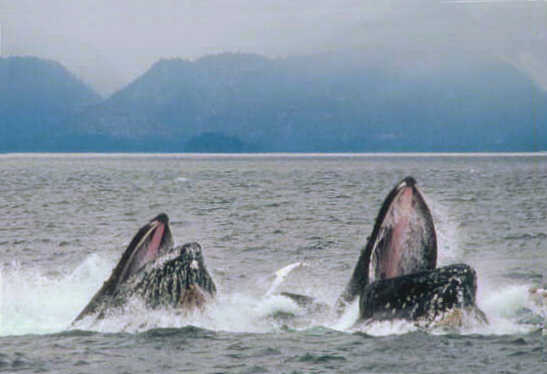
Para wielorybów pożywiających się za pomocą fiszbinów

Zazwyczaj polują na ryby poprzez bezpośredni atak lub osaczenie i ogłuszenie uderzeniami wielkich płetw ogonowych. Potrafią pobierać pokarm dzięki fiszbinom na więcej sposobów niż inne walenie. Najbardziej efektowną i efektywną metodą połowu jest współpraca grupy wielorybów w celu upolowania ławicy ryb. Polega ona na otoczeniu ryb z boku i z dołu i zacieśnianiu kręgu. Z początku kilka osobników osacza i dezorientuje wybraną ławicę poprzez wyskoki nad wodę i uderzenie płetw ogonowych. Po pewnym czasie któryś z humbaków nurkuje i poprzez wypuszczanie bąbelków powietrza kieruje ryby ku powierzchni. Chwilę po tym następuje atak z dołu i boków. W ten sposób jeden osobnik może pochłonąć nawet kilka tysięcy ryb za jednym razem. Zazwyczaj udział w takim polowaniu bierze od 6 do 14 sztuk waleni, choć niekiedy obserwuje się podobne polowanie w wykonaniu zaledwie dwóch lub trzech sztuk. Innym sposobem połowu jest ogłuszanie ryb za pomocą niskich dźwięków.
Długopłetwce nie rozporządzają systemem echolokacji używanym przez inne walenie przy poszukiwaniu zdobyczy, przypuszcza się, że poza stosunkowo dobrym zmysłem wzroku wykorzystują do tego włoski czuciowe znajdujące się na guzowatym wzniesieniu na głowie. Każdy włosek ma własne naczynie krwionośne oraz własną sieć nerwów i reaguje na dotyk.
Niekiedy same humbaki stają się celem ataków. Zazwyczaj jednak kończy się to niezagrażającymi życiu uszkodzeniami skóry, która jest bardzo gruba u waleni. Jednakże młode humbaki niekiedy padają łupem orek.

### Pieśni
Zarówno samiec jak i samica wydają dźwięki, jednakże tylko samce emitują długie, głośne pieśni. Każda z nich składa się z kilku dźwięków o niskim tonie oraz zmieniającej się amplitudzie i częstotliwości. Zwykle trwają 10–20 minut, jednak obserwowano humbaki, które śpiewały przez prawie 24 godziny z małymi przerwami na oddechy. Walenie nie mają strun głosowych, dźwięki generują wydmuchując powietrza przez masywne nozdrza.
Osobniki żyjące na jednym obszarze wydają te same dźwięki. Podczas gdy humbaki z północnego Atlantyku śpiewają jedną pieśń, to osobniki z północnego Pacyfiku emitują inne dźwięki. Można jednak zaobserwować ich zmianę na przestrzeni kilku lat migrowania osobnika z północy na południe i z powrotem. Następuje to poprzez komunikację z osobnikami z innej populacji.

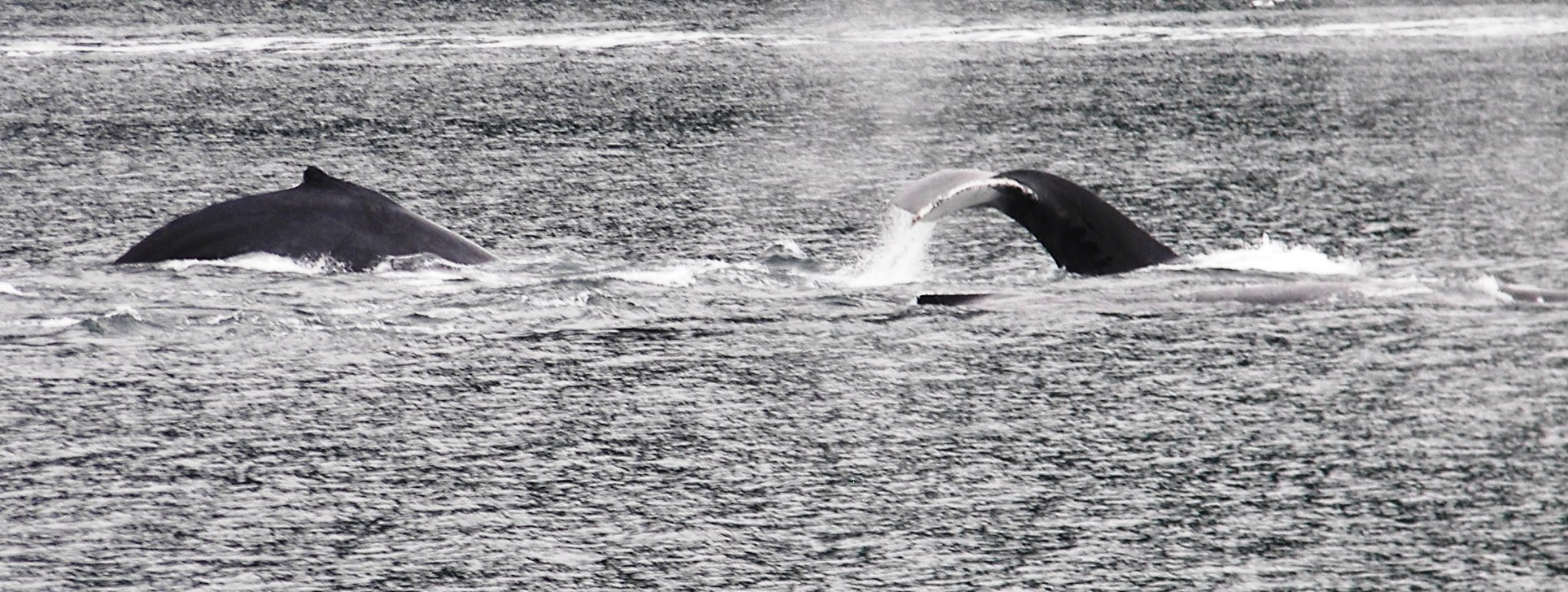
Para migrujących humbaków

Wciąż jednak nie wiadomo, do czego służy wielorybom wydawanie dźwięków. Sądzono, że śpiew samców ma za zadanie zwrócić uwagę samicy, jednak na nawoływania często odpowiadały inne samce, co kończyło się konfliktem. Dlatego może przypuszczać, że służą do ustalenia hierarchii między samcami z tego samego obszaru. Inna teoria głosi, że humbaki wydają dźwięki w celu echolokacji i orientacji w oceanie. Udowodniono też, że niskie głośne dźwięki są często używane podczas polowania, służąc do dezorientowania ryb. Niewykluczone, że dźwięki te mają wiele zastosowań.
Jedną z zagadek gatunku jest sposób wydawania dźwięku przez te zwierzęta: potrafią to robić bez wydychania powietrza. Być może tworzy ono obieg w głowie waleni wprawiając w drganie odpowiednie narządy.

### Pąkle i zawszele
Na ciemnej skórze humbaków często można zaobserwować jasne muszle pąkli, ich średnica to ok. 6 cm, znajdują się najczęściej na wysokości podbródka, głowy i płetw piersiowych. Obecność tych skorupiaków nie szkodzi waleniom, pomijając lekkie podrażnienie skóry. Inaczej jest w przypadku zawszeli. Pasożyty te tworzą często wianuszki otaczające muszle pąkli, jednak gdy występują masowo, mogą powodować dotkliwe rany. Humbak może nosić na ciele do 500 kg pąkli.

## Wielkość populacji i migracje

Porównanie wielkości humbaka z człowiekiem

Zwierzę to żyje we wszystkich oceanach świata, cechuje się szerokim zasięgiem występowania, od brzegów Antarktydy na południu po 65°N szerokości geograficznej na północy, oprócz wód wschodniego Morza Śródziemnego i Morza Bałtyckiego. Populacja humbaka oceniana jest na 80 000 osobników, w tym 18–20 tysięcy w północnym Pacyfiku, około 12 tysięcy w północnym Atlantyku i około 50 tysięcy na półkuli południowej, gdzie przed rozwojem wielorybnictwa żyło ich prawie 125 tysięcy.
Rozmieszczenie geograficzne w zależności od podgatunku:
- M. novaeangliae novaeangliae – wody północnego Oceanu Atlantyckiego i rzadko Morza Śródziemnego.
- M. novaeangliae australis – wody półkuli południowej.
- M. novaeangliae  kuzira – wody północnego Oceanu Spokojnego.

Humbaki odbywają migracje cykliczne. Okres letni spędzają w chłodniejszych wodach na północy i południu (w zależności od populacji), lecz na zimę wyruszają w kierunku cieplejszych wód tropikalnych i podzwrotnikowych, gdzie odbywają gody i rodzą potomstwo. Wyjątkiem jest na przykład subpopulacja z Morza Arabskiego, która przez cały rok pozostaje na jednym obszarze.
W 2007 roku przedstawiono południowopacyficzne dane migracyjne z lat 2001–2004. Według nich siedem osobników (w tym matki z młodymi) odbyło podróż z brzegów Antarktydy po wybrzeża Kostaryki. Przebyły od 8299 do 8461 kilometrów w ciągu sezonu, co dowodzi, że humbak jest najdalej migrującym ssakiem. Poszczególne osobniki zostały zidentyfikowane dzięki unikatowym wzorom na płetwach ogonowych.
W Australii rozróżniono dwie główne trasy migracji, wzdłuż zachodniego i wschodniego brzegu. Każda z nich obejmuje inne populacje, indyjską i południowopacyficzną, jednakże co roku kilka osobników zbacza z kursu i dołącza do obcej grupy zwierząt.
Dawniej występowały licznie u wybrzeży europejskich, a nawet zdarzało się, że pojedyncze sztuki wpływały do Bałtyku. Jeden z takich przypadków miał miejsce w lipcu 2008 roku.

## Wielorybnictwo
Jedne z pierwszych prób polowań na humbaki miały miejsce u wybrzeży stanu Maine w pierwszej połowie XVII wieku. Notatki na ten temat opublikował John Smith z Jamestown w 1614 roku. W ciągu kolejnych dziesięcioleci zwiększyło się tempo polowań, aż do XVIII wieku, gdy to długopłetwce stały się głównym celem wielorybników między innymi z powodu częstego przebywania w płytkich wodach przybrzeżnych oraz co sezonowego powracania na te same obszary. Do XIX wieku wiele narodów (szczególnie Amerykanie) coraz intensywniej polowało na północy Atlantyku, mniej w Oceanie Indyjskim i Spokojnym. Przełomem było działo harpunnicze opatentowane w 1864 roku przez Svenda Foyna, światowej sławy norweskiego łowcę fok i wielorybów. Wynalazek ten znacznie ułatwił polowania na większe walenie, w tym humbaki czy płetwale błękitne. Wydarzenie to wraz z zapoczątkowaniem polowań w 1904 roku na Oceanie Antarktycznym doprowadziło do gwałtownego spadku wielkości populacji.
Zabijano je głównie dla tłuszczu, mięsa oraz fiszbinów. Oceniono, że do pierwszej połowy XIX wieku śmierć z rąk wielorybników poniosło ponad 90–95% światowej populacji długopłetwca. Na północnym Pacyfiku z 15 tysięcy osobników do 1900 roku przetrwało mniej niż 700 zwierząt. Przełomowym momentem było powstanie w 1946 roku Międzynarodowej Komisji Wielorybnictwa (IWC), mającej za zadanie nadzorować i korygować ograniczenia ustalone przez Międzynarodową Konwencję o Regulacji Wielorybnictwa oraz wydanie zakazu delegalizującego komercyjne polowania na humbaki w 1966 roku. Przed tym rokiem światowa populacja nie przekraczała 5000 osobników. Jednak dzięki staraniom biologów i ekologów oraz ochronie populacja zaczyna coraz szybciej rosnąć. Obecnie humbaki uważa się za gatunek niższego ryzyka, w przeciwieństwie do innych większych waleni, które są przynajmniej zagrożone.

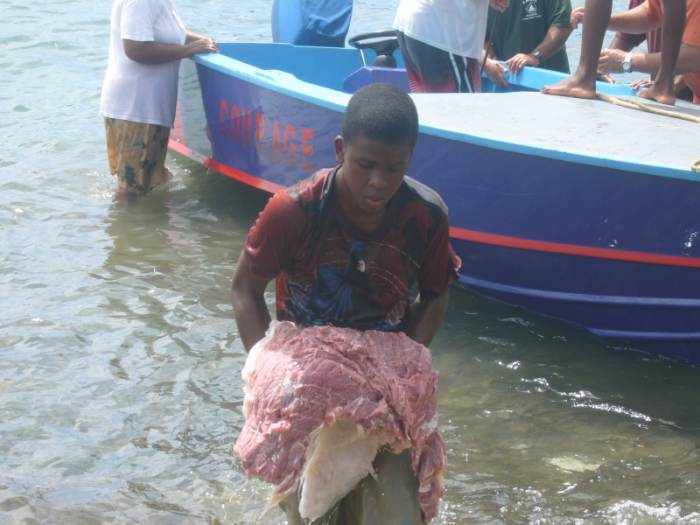
Chłopiec z Wyspy Bequia niosący na plażę kawał mięsa humbaka złowionego w marcu 2007 roku

Przed rozwojem wielorybnictwa na świecie żyło około 125 000 humbaków. Według danych i zapisów wielorybniczych na północnym Pacyfiku upolowano 28 000 zwierząt, choć liczba ta była pewnie większa. Sam Związek Socjalistycznych Republik Radzieckich zarejestrował jedynie 2820 upolowanych humbaków, podczas gdy naprawdę liczba ta dochodziła aż do 48 tysięcy.

### Wielorybnictwo z Bequia
Karaibska wyspa Bequia należącą do wyspiarskiego państwa Saint Vincent i Grenadyny jest jednym z niewielu miejsc, na obszarze których wciąż legalnie poluje się na humbaki. W latach siedemdziesiątych XIX wieku William Wallace zapoczątkował polowania na ssaki morskie w Zatoce Przyjaźni. Wkrótce przykład z niego wzięli francuscy osadnicy, którzy zajęli się połowami wokół pobliskiej wyspy Petit Nevis. Przez ponad 130 lat miejscowa ludność kontynuowała tradycję wielorybniczą dla zaspokojenia własnych potrzeb na wielorybie mięso i tłuszcz. W połowie XX wieku z powodu międzynarodowego zakazu zaprzestano połowów. Dopiero po około 40 latach Międzynarodowa Komisja Wielorybnictwa zezwoliła miejscowym rybakom złowić rocznie 2 osobniki pomiędzy 2004–2007 rokiem, używając do tego tradycyjnych metod, czyli ręcznych harpunów i małych, drewnianych łódek. Choć nie jest to duża liczba, to i tak okazała się niemożliwa do osiągnięcia, gdyż mieszkańcy wyspy mają tylko jedyną łódź zdolną do takowych połowów. Co więcej w latach 2005–2006 nie upolowano ani jednego osobnika, dlatego też zezwolono na odłów kolejnych 20 zwierząt pomiędzy 2008 a 2012 rokiem. Jest to możliwe, gdyż karaibska subpopulacja jest uważana za niezagrożoną. Na wyspie znajduje się Muzeum Wielorybnicze założone przez Athneala Ollivierre, przedstawiające wieloletnią tradycję polowań na ssaki morskie.

### Wielorybnictwo w Japonii
Obecnie największym zagrożeniem dla północnopacyficznych i antarktycznych populacji humbaków jest japoński przemysł wielorybniczy. 18 listopada 2007 roku ogłoszono, że w ramach projektu JARPA II (Japanese Whale Research Program in the Antarctic) w sezonie 2007/2008 japońscy wielorybnicy zamierzają upolować 50 humbaków, 50 sejwali oraz 850 mniejszych płetwali karłowatych. Informacja ta wywołała protesty na całym świecie. Hideki Moronuki, rzecznik japońskiego ministerstwa rolnictwa, leśnictwa i rybołówstwa, na konferencji prasowej przedstawił dane, według których antarktyczna populacja długopłetwca zwiększyła się wystarczająco, by nie odczuć straty 50 osobników. W dodatku zaprzeczył, by polowanie miało komercyjne cele. Upolowane zwierzęta miały posłużyć japońskim biologom do badań narządów wewnętrznych waleni. Przeciwnicy zarzucali Japonii, że chce utrzymać przy życiu upadający przemysł wielorybniczy. Przewodniczący Międzynarodowej Komisji Wielorybnictwa podczas wizyty w Tokio próbował zmienić zdanie Japończyków, przedstawiając argumenty przeciw polowaniu na walenie. Po dłuższej dyskusji potwierdzono, że żaden z humbaków nie zginie podczas dwuletniego projektu.

## Turystyka

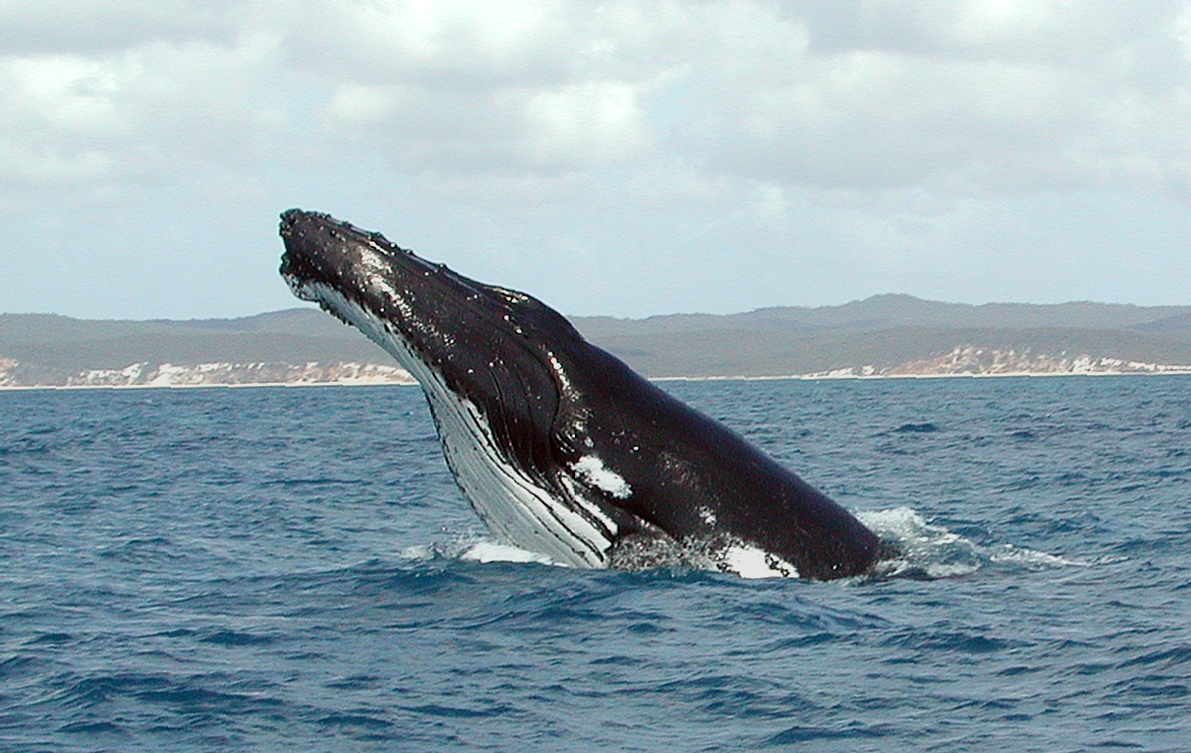
Samiec humbaka w pobliżu zatoki Hervey Bay w Queensland

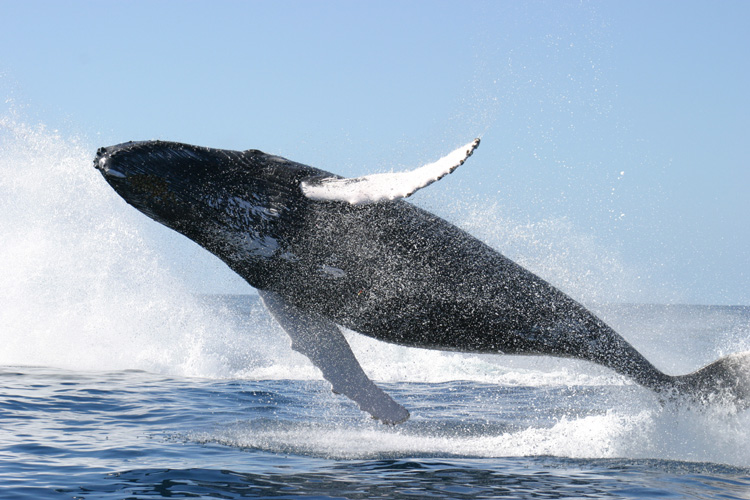
Wyskok humbaka ponad powierzchnię wody

Humbaki są ciekawymi obiektami obserwacji w środowisku naturalnym. Niektóre „przyjazne” osobniki często zbliżają się do łodzi z turystami, po czym przez kilka lub kilkanaście minut płyną w jej towarzystwie. Dzięki swojej wielkości, ale również ciekawemu zachowaniu, w tym pokaźnym wyskokom i uderzeniom płetwy ogonowej o powierzchnię wody, zwierzęta te stały się jednym z podstawowych morskich obiektów zainteresowań na całym świecie.
Wiele podmiotów z całego świata organizuje wycieczki dla turystów, których największą atrakcją pozostają humbaki:
|              | północny Atlantyk                                                                          | północny Pacyfik                                           | południowa półkula                                                                              |
| ------------ | ------------------------------------------------------------------------------------------ | ---------------------------------------------------------- | ----------------------------------------------------------------------------------------------- |
| sezon letni  | Nowa Anglia, Nowa Szkocja, Nowa Fundlandia, Rzeka Świętego Wawrzyńca, półwysep Snæfellsnes | Kalifornia, Alaska, Oregon, Waszyngton, Kolumbia Brytyjska | Antarktyka                                                                                      |
| sezon zimowy | wybrzeża dominikańskiej prowincji Samaná, Zatoka Biskajska na zachodzie Francji            | Hawaje, Zatoka Banderas u wybrzeży Puerto Vallarta         | Sydney, Zatoka Byron, Hervey Bay, południowo-wschodnie wybrzeża Kapsztadu, Nowa Zelandia, Tonga |

Najczęściej obiektem obserwacji są samce, ponieważ ciężarne oraz opiekujące się potomstwem samice mogłyby zaatakować łódź. Dlatego też doświadczeni organizatorzy wycieczek wybierają odpowiednie osobniki, wnioskując z ich zachowania i wyglądu.

## Sławne humbaki

### „Migaloo”
Albinotyczny osobnik humbaka, migrujący wzdłuż wschodniego wybrzeża Australii stał się sławny z powodu nietypowego zabarwienia skóry. Do 2006 roku był jedynym poznanym białym humbakiem na świecie. Po raz pierwszy zaobserwowano go w 1991 roku, gdy miał około 3-5 lat. Wtedy też nadano mu imię „Migaloo” oznaczające „białego gościa” (ang. white fellow) w języku australijskich Aborygenów. W 1992 roku wpadł na trimaran w pobliżu Townsville. Wedle relacji operatora łodzi „Migaloo” wynurzył się niespodziewanie przed trzykadłubowcem. Według późniejszych relacji okazało się, że nie odniósł większych obrażeń i może normalnie pływać. Długo spekulowano nad płcią „Migaloo”, aż do października 2004 roku, gdy badacze z Uniwersytetu Southern Cross pobrali próbkę naskórka w wodach Lennox Head. Analiza próbek wykazała, że jest to samiec. Z powodu dużego zainteresowania nietypowym humbakiem naukowcy martwili się, że zwierzę może dezorientować się z powodu ciągłego towarzystwa łodzi z turystami i nurkami. Dlatego też władze Queensland i Nowej Południowej Walii wprowadziły ustawę, według której żadna nieuprawniona łódź nie może zbliżać się do humbaka na mniej niż 500 metrów. Naukowcy spekulują, że poprzez stały kontakt ze słońcem i brak pigmentu w skórze „Migaloo” może mieć raka. W 2006 roku w wodach zatoki Byron u brzegu Nowej Południowej Walii spostrzeżono albinotycznego młodego wraz z matką. Niewykluczone, że jest to potomstwo „białego gościa”.

### „Humphrey”
Humphrey jest jednym z najlepiej poznanych humbaków w historii. Zwierzę to już dwukrotnie zboczyło z trasy wędrówki prowadzącej z Meksyku na żerowiska na Alasce i wpłynęło do Zatoki San Francisco. Jest to nietypowe zachowanie jak na walenia tej wielkości, dlatego przyciągnęło dużą uwagę mediów z wielu państw. Pechowe sytuacje miały miejsce w 1985 i 1990 roku. Za każdym razem 12-metrowy ważący 36 ton humbak ratowany był przez pracowników Centrum Zwierząt Morskich z okręgu Marin w Kalifornii, Straż Wybrzeża Stanów Zjednoczonych oraz wielu ochotników, gdy osiadł na mieliźnie i nie mógł wrócić do oceanu. Po wyswobodzeniu należało walenia wyprowadzić z zatoki i skierować na otwarte wody. Używano do tego dwóch rodzajów dźwięków: straszących zwierzę, by nie cofnęło się na mieliznę oraz nagranych wielorybich pieśni. Humphreya ostatnio widziano w pobliżu Wysp Farallońskich w 1991 roku.

### „Delta i Dawn”
W maju 2007 roku samica z młodym wpłynęła do Zatoki San Francisco. Zamiast popłynąć na północ, zwierzęta skierowały się w górę rzeki Sacramento w kierunku Portu Sacramento. Po raz pierwszy zaobserwowano je 13 maja, po czym zyskały duży pogłos w mediach. Samicę nazwano „Delta”, a młodego „Dawn”. Nie były w najlepszym stanie, w dodatku ich skórę pokrywały rany spowodowane prawdopodobnie przez śruby napędowe łodzi. Ku zmartwieniu wielbicieli zwierząt, humbaki przez dłuższy czas przebywały w słonawych wodach, kierując się wciąż w górę rzeki, nie potrafiąc odnaleźć drogi do oceanu. Niespodziewanie po tygodniu, 20 maja, zwierzęta zatrzymały się w pobliżu mostu Rio Vista. 10 dni później, w nocy poprzedzającej Memorial Day (amerykańskie święto ku czci żołnierzy poległych we wszystkich wojnach), „Delta” i „Dawn” wypłynęły z zatoki San Francisco pod mostem Golden Gate, kierując się na otwarte wody Oceanu Spokojnego.

### „Mister Splashy Pants”
Mister Splashy Pants jest dorosłym osobnikiem z południowego Pacyfiku. Zwierzę to zostało wyśledzone przez satelitę Greenpeace dzięki nadajnikowi wszczepionemu pod skórę w ramach projektu Great Whale Trail Expedition. Imię dla wieloryba zostało wybrane w internetowym głosowaniu przeprowadzonym przez kilka stron, w tym Boing Boing i Reddit. Zwycięska propozycja „Mister Splashy Pants” otrzymała 78% wszystkich głosów.

### „Colin”

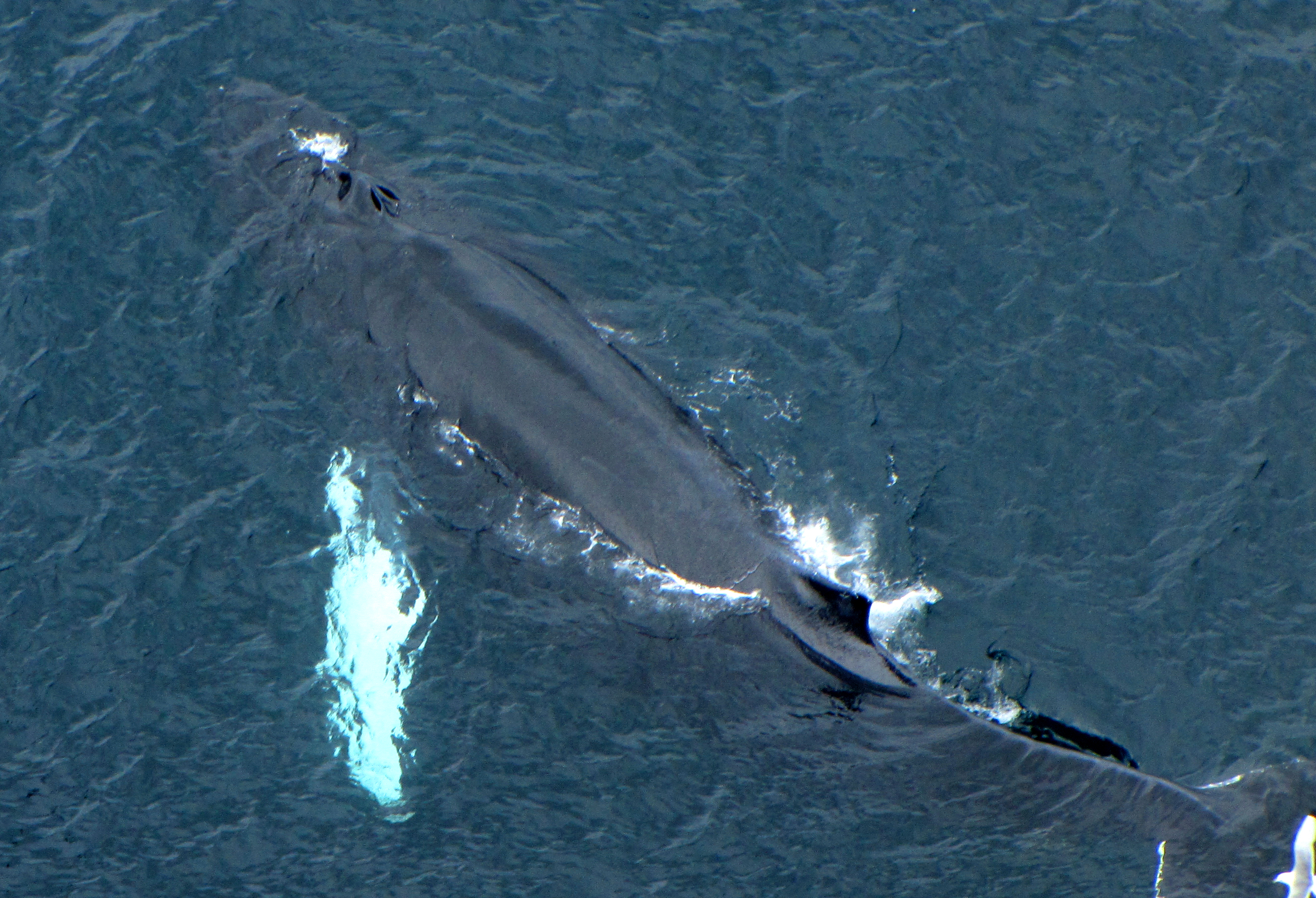
Młody humbak z widocznymi bliznami

Colin to imię nadane młodemu samotnemu humbakowi, który został zaobserwowany w sierpniu 2008 roku w Pittwater, na północ od Sydney u wybrzeży Australii. Młode przebywało blisko łodzi, próbując przy tym zmusić je do wytwarzania pokarmu. Choć próbowano ponownie połączyć je z innymi dorosłymi humbakami na otwartym morzu, młode wciąż wracało do Pittwater. Wkrótce po tym pojawiły się podzielone opinie mówiące o próbach karmienia humbaka przez ludzi lub uśpieniu.
Ostatecznie młode zostało uśpione 22 sierpnia 2008 roku z powodu pogarszającego się stanu zdrowia. Sprawa ta zwróciła dużą uwagę mediów z całego świata jak np. ze Stanów Zjednoczonych, Wielkiej Brytanii, Włoch, Holandii, Rosji, Kanady i Nowej Zelandii. Autopsja wykazała, że Colin miał chorą trzustkę, wrzody na żołądku i przełyku, niewydolność jelit oraz sporo ran po atakach rekinów. Wiek młodego oceniono na 7-10 dni, z czego można wywnioskować, że został oddzielony od matki tuż po narodzinach.

### Młody samiec z Tamizy
12 września 2009 roku w pobliżu Londynu pojawił się humbak – mierzący 9,5 m młody samiec. Było to o tyle ciekawe, ponieważ jeszcze nigdy żaden waleń nie wpłynął tak daleko w głąb Tamizy. Dwa dni później humbak zdechł i został wyrzucony na mieliznę w pobliżu mostu Dartford. Sekcja zwłok przeprowadzona przez członków Londyńskiego Towarzystwa Zoologicznego (ZSL) wykazała, że osobnik ten umarł z głodu. Nie wyjaśniła jednak, dlaczego wpłynął do rzeki. Eksperci zasugerowali, że jest to spowodowane coraz większą ekspansją ludzi na terenach skolonizowanych przez wieloryby.

### „Buckie” – humbak z Bałtyku
23 lipca 2008 roku duńscy obserwatorzy zauważyli humbaka w rejonie wyspy Ven w Cieśninie Sund. Później zwierzę było widziane 25 lipca u wybrzeży Przylądka Arkona na wyspie Rugia. Kilka dni później, 29 lipca, zwierzę pojawiło się u polskich wybrzeży w Darłówku, a dwa dni później w Rowach, Czołpiniu i Orzechowie. 2 sierpnia pojawił się w okolicach Kuźnicy na Mierzei Helskiej. Naukowcy oraz ekolodzy obawiali się, że zwierzę zdechnie z braku pożywienia. Jednak po około 3 tygodniach „Buckie”, bo tak nazwały go niemieckie media, skierował się w stronę Danii do Morza Północnego. Humbaka ostatnio widziano 18 sierpnia, mierzył około 10–12 metrów. Nie ustalono jego płci ani wieku. Nie był to pierwszy przypadek, już dużo wcześniej zdarzały się wizyty wielorybów u polskich wybrzeży. Najwcześniejszym znanym przypadkiem był kaszalot z 1291 roku. Często także polską strefę Bałtyku odwiedzały finwale (w 1874 roku koło Gdańska, w 1899 roku niedaleko Dziwnowa oraz w Zatoce Puckiej w 1930 roku), sejwale (w 1590 roku) czy wale biskajskie (1365 rok). W 2006 roku w Zatoce Gdańskiej pojawił się także młodociany samiec humbaka. Na terenie polskich wód terytorialnych wszystkie te gatunki objęte są ścisłą ochroną gatunkową.